# 斯普林瓦利 (伊利諾伊州)
斯普林瓦利（英語：Spring Valley）是一個位於美國伊利諾伊州比羅縣的城市。

## 地理
斯普林瓦利的座標為41°19′38″N 89°12′03″W / 41.32722°N 89.20083°W，而該地的平均海拔高度為181米（即594英尺）。

## 人口
根據2010年美國人口普查的數據，斯普林瓦利的面積為19.30平方千米，當中陸地面積為19.10平方千米，而水域面積為0.20平方千米。當地共有人口5538人，而人口密度為每平方千米286.94人。